# 한국영화성평등센터 든든
한국영화성평등센터 든든은 대한민국의 인권단체이다. 영화제작사 <명필름> 대표이사 심재명과 영화감독 임순례가 초대 공동 센터장으로 선임되었다. 사단법인 <여성영화인모임>이 운영하고, 영화진흥위원회가 지원하였다. 영화산업 내 성평등 환경조성을 목적으로 설립되었고 이를 위해 영화산업 내 성폭력 예방 교육 및 피해자 지원, 성평등 영화정책 조사·연구·제안 등의 활동을 추진하였다.